# Champ électrique

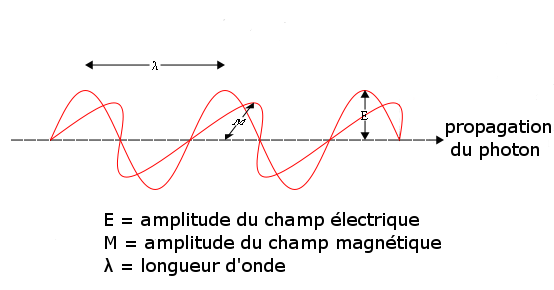
Champ électrique associé à son propagateur qu'est le photon.

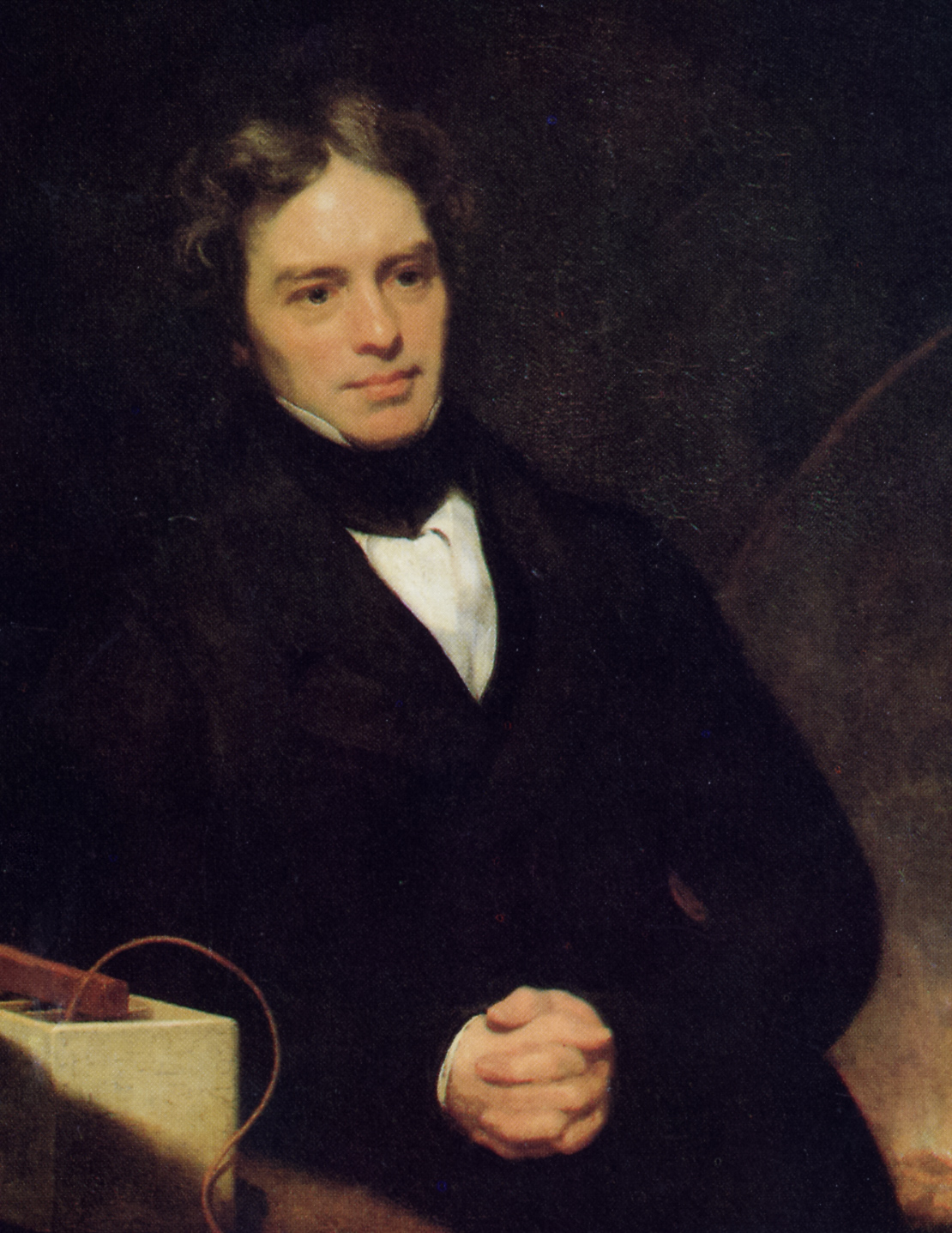
Michael Faraday introduisit la notion de champ électrique.

En physique, le champ électrique est le champ vectoriel créé par des particules électriquement chargées. Plus précisément, des particules chargées modifient les propriétés locales de l'espace, ce que traduit justement la notion de champ. Si une autre charge se trouve dans ce champ, elle subira l'action de la force électrique exercée à distance par la particule : le champ électrique est en quelque sorte le « médiateur » de cette action à distance.
De façon plus détaillée, dans un référentiel galiléen donné, une charge q donnée, de vecteur vitesse {\displaystyle {\vec {v}}}, subit de la part des autres charges présentes (fixes ou mobiles) une force (dite de Lorentz) qui se décompose en deux parties :
{\displaystyle {\vec {f}}=q\left({\vec {E}}+{\vec {v}}\wedge {\vec {B}}\right)},
expression dans laquelle {\displaystyle {\vec {E}}} est le champ électrique, qui décrit donc la partie de la force de Lorentz indépendante de la vitesse de la charge, et {\displaystyle {\vec {B}}} est le champ magnétique,,, qui décrit donc la partie de la force exercée sur la charge qui dépend du déplacement de celle-ci dans le référentiel d'étude. Il convient de souligner que les champs électrique et magnétique dépendent du référentiel d'étude.
Le champ électrique peut ainsi être défini comme le vecteur traduisant l'action à distance subie par une charge électrique fixe dans un référentiel donné de la part de toutes les autres charges, que celles-ci soient fixes ou mobiles. Ce vecteur est porté par une ligne (appelée ligne de champ) et son sens est dirigé vers les potentiels décroissants. Par exemple si le champ est créé par une charge positive et une charge négative, le sens du vecteur champ électrique est dirigé vers la charge négative.
Il peut encore être défini comme toute région de l'espace dans laquelle une charge est soumise à une force de Coulomb.
Dans le cas de charges fixes dans le référentiel d'étude, le champ électrique est appelé champ électrostatique. Il est important de souligner que ce dernier champ ne se confond pas en général avec le champ électrique tel qu'il a été défini précédemment, en effet lorsque les charges sont en mouvement dans ce référentiel, il faut y ajouter un champ électrique induit dû aux déplacements des charges pour obtenir le champ électrique complet.
Le champ électrique présente en réalité un caractère relatif, et n'existe pas indépendamment du champ magnétique. En effet, la description correcte du champ électromagnétique fait intervenir le tenseur (quadridimensionnel) de champ électromagnétique {\displaystyle F^{\mu \nu }}, dont les composantes temporelles correspondent à celle du champ électrique. Seul ce tenseur a un sens physique, et lors d'un changement de référentiel il est possible de transformer le champ électrique en un champ magnétique et vice-versa.

## Description qualitative du champ électrique

### Mise en évidence expérimentale du champ électrique
De nombreuses expériences simples permettent de mettre en évidence l'existence d'un champ lié à l'action de particules chargées, ainsi que son caractère vectoriel. Il est notamment possible de citer :

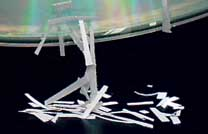
Attraction de petits morceaux de papier par la surface d'un CD électrisé par frottement.

- Expériences d'électrisation de corps isolants : il est facile d'électriser, c'est-à-dire de faire apparaître des charges électriques, sur des corps isolants, en les frottant. Ainsi une tige de verre, ou la surface d'un disque compact frottés avec de la laine acquièrent une charge électrique, ce qui se manifeste par le fait que des bouts de papier, ou de la poussière, sont attirés à distance par le corps ainsi électrisé (cf. figure ci-contre). De même, deux tiges isolantes électrisées s'attirent ou se repoussent, selon leur nature[N 2].

L'action à distance causée par les charges électriques peut s'expliquer qualitativement par le fait que celles-ci modifient les propriétés locales de l'espace en créant un champ, lequel est « ressenti » par les charges électriques microscopiques présentes dans les morceaux de papier, ou par un autre corps électrisé. En retour, les charges électriques présentes sur l'autre corps électrisé « ressentent » ce champ électrique et subissent en retour une force, attractive ou répulsive selon que les charges sur les deux corps sont de signes opposés ou égaux. En ce qui concerne l'attraction des morceaux de papier, initialement non chargés, celle-ci s'explique par le fait qu'en présence du champ électrique externe créé par l'isolant électrisé, les charges électriques microscopiques au sein d'un morceau donné voient leur répartition modifiée. Il apparaît ainsi à une extrémité du morceau de papier une accumulation de charges électriques (de signe opposé à celui de l'isolant), une accumulation de charges de signes opposé à la précédente apparaissant à l'autre extrémité (phénomène de polarisation). La présence d'une charge de polarisation à une extrémité conduit à l'attraction du morceau de papier par l'isolant électrisé.
- Visualisation du champ électrique entre les armatures d'un condensateur plan : en plaçant entre deux plaques métalliques planes, disposées en regard l'une de l'autre, des corps isolants polarisables tels que des graines de gazon, il est facile de voir que celles-ci s'orientent perpendiculairement aux plaques si une différence de potentiel est appliquée entre les plaques à l'aide d'un générateur de tension continue.

Là encore, le résultat de cette expérience montre que le fait d'appliquer une différence de potentiel entre les deux plaques conduit à l'existence d'un champ entre celles-ci, dont le caractère vectoriel apparaît aisément, les graines de gazon permettant de visualiser les lignes de champ de celui-ci. Il est également possible de considérer l'effet sur un faisceau d'électrons passant entre les plaques lorsqu'une tension est appliquée entre elles : le faisceau est alors défléchi vers la plaque reliée à la borne positive (anode) du générateur. Là encore, ceci s'interprète aisément comme le résultat de la présence d'un champ électrique entre les plaques, modifiant là encore les propriétés locales de l'espace, ce qui conduit à l'existence d'une force sur les électrons du faisceau (ceci est utilisé dans les oscilloscopes analogiques et les téléviseurs à tube cathodique).

### Définition qualitative du champ électrique
Le champ électrique est le champ vectoriel {\displaystyle {\vec {E}}} qui résulterait de l'action à distance de particules électriquement chargées sur une particule test de charge unité au repos dans le référentiel d'étude (galiléen). C'est donc la force subie par la particule au repos divisée par la charge de cette particule. Il s'agit d'un champ vectoriel qui à tout point de l'espace associe une direction, un sens, et une grandeur (amplitude).
L'équation aux dimensions du champ électrique est :
[E] = M × L × I-1 × T-3
Les normes de ce vecteur s'expriment en volts par mètre (V/m) ou en newtons par coulomb (N/C) dans le Système international d'unités.
La valeur en un point donné du champ électrique dépend de la distribution de charges ou de la nature des matériaux remplissant l'espace. Historiquement il fut introduit au milieu du XIXe siècle par Michael Faraday pour expliquer dans ses expériences certaines actions à distance ; cette interaction est aujourd'hui reconnue comme portée par le photon.
Associé au champ magnétique, il forme le champ électromagnétique qui permet notamment de décrire l'une des quatre interactions fondamentales de l'univers : l'interaction électromagnétique.

## Champ électrostatique
Lorsque les charges qui créent le champ sont au repos dans le référentiel d'étude on parle de champ électrostatique. Ce champ est alors directement déduit de l'expression de la loi de Coulomb (ou interaction électrostatique).

### Première approche: loi de Coulomb

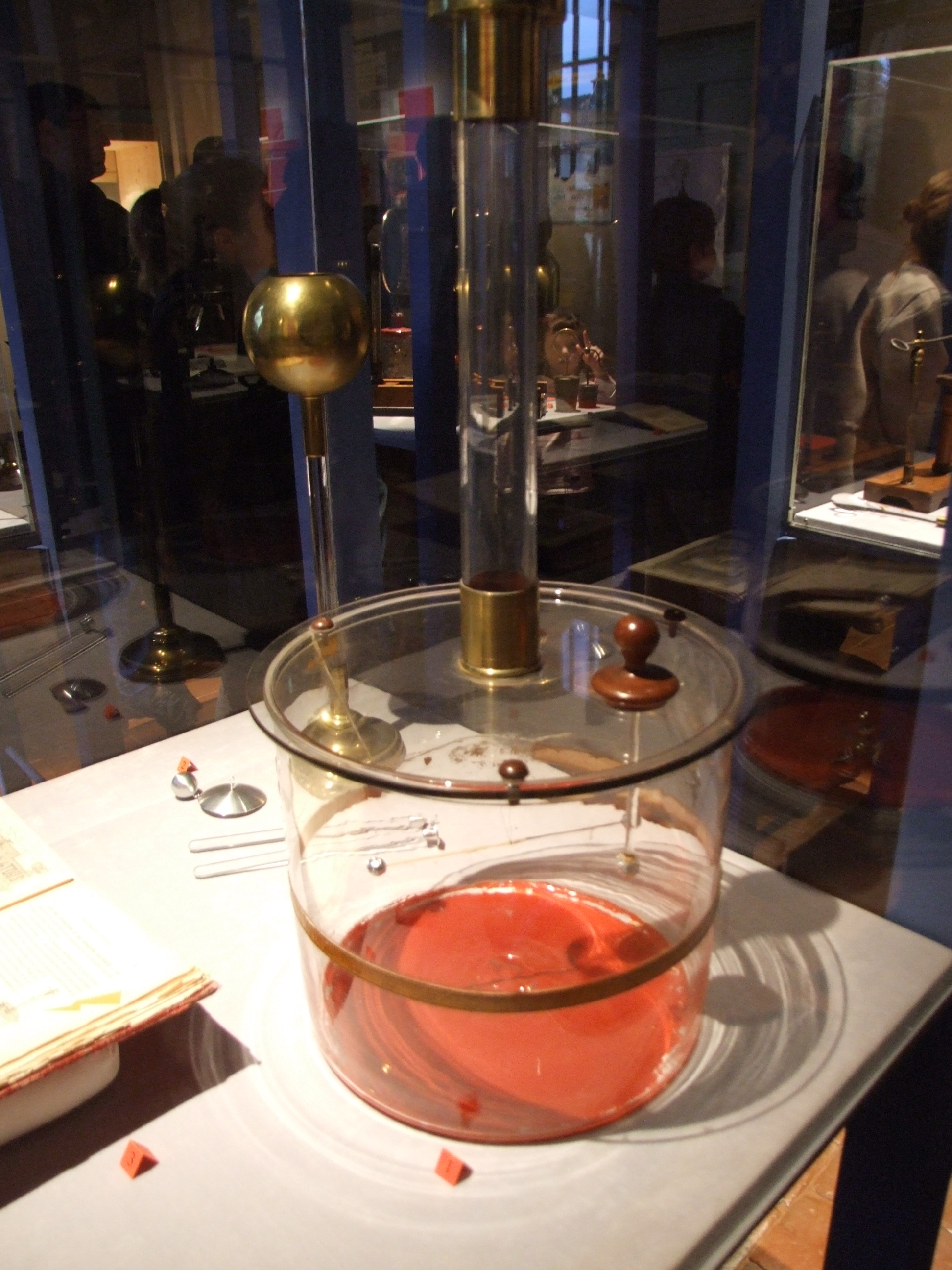
Balance de Coulomb.

C'est en utilisant un dispositif (balance de Coulomb, cf. figure ci-contre) comprenant un fil de torsion en argent sur lequel étaient fixés des matériaux chargés que le physicien français Coulomb a établi en 1785 que le champ doit varier comme le carré inverse de la distance entre les charges, à une précision de 0,02 sur l'exposant. La loi d'attraction entre deux charges ponctuelles q1 et q2, fixes dans le référentiel d'étude et situées à une distance r l'une de l'autre :
- la force est dirigée selon la droite reliant les deux charges ;
- elle est attractive si les charges sont de signes opposés, sinon elle est répulsive ;
- son intensité est proportionnelle aux valeurs de q1 et q2, et varie en raison inverse du carré de la distance r.

Mathématiquement, il est possible de résumer ces résultats en écrivant l'expression de la force exercée par q1 sur q2 sous la forme :
{\displaystyle {\vec {f}}_{e}={\frac {1}{4\pi \varepsilon _{0}}}{\frac {q_{1}q_{2}}{r^{2}}}{\vec {e}}_{r}}, où {\displaystyle {\vec {e}}_{r}} est le vecteur unitaire de la droite reliant q1 et q2, dirigée selon le sens 1 → 2, {\displaystyle \varepsilon _{0}} étant la permittivité diélectrique du vide.
La difficulté conceptuelle de la notion de force à distance est liée notamment au fait qu'il est difficile de concevoir comment la charge q1 peut « savoir » qu'une autre charge ponctuelle q2 se trouve à une certaine distance, et « exercer une force » sur cette charge. De la même façon que pour le champ gravitationnel, il est utile de séparer dans la loi de force ce qui dépend de la charge subissant la force en remarquant qu'il est possible d'écrire :
{\displaystyle {\vec {f}}=q_{2}\left[{\frac {1}{4\pi \varepsilon _{0}}}{\frac {q_{1}}{r^{2}}}{\vec {e}}_{r}\right]=q_{2}{\vec {E}}},
avec {\displaystyle {\vec {E}}={\frac {1}{4\pi \varepsilon }}{\frac {q_{1}}{r^{2}}}{\vec {e}}_{r}} champ électrique (plus précisément électrostatique) créé par la charge q1 au point où se trouve l'autre charge. Avec cette écriture l'existence de la force à distance peut s'interpréter d'une façon nettement plus satisfaisante : la charge « source » q1 crée en tout point de l'espace un champ électrique dont la forme est donnée par l'expression précédente, et une charge « test » quelconque subira l'effet de ce champ sous la forme d'une force égale au produit de cette charge par {\displaystyle {\vec {E}}}. Ainsi le champ électrostatique apparaît-il comme la force entre deux particules ponctuelles fixes par unité de charge.

### Généralisation: équations locales du champ électrostatique
En régime statique, les quatre équations de Maxwell se découplent en deux paires d'équations indépendantes, l'une relative au champ magnétostatique, l'autre au champ électrostatique. Cette dernière paire est constituée d'une équation de structure du champ électrostatique et d'une équation reliant celui-ci à la distribution volumique des charges électrostatiques {\displaystyle \rho =\rho ({\vec {r}})}
{\displaystyle {\vec {\operatorname {rot} }}{\vec {E}}={\vec {0}}} (équation de Maxwell-Faraday en régime statique),
{\displaystyle \operatorname {div} {\vec {E}}={\frac {\rho }{\varepsilon _{0}}}} (équation de Maxwell-Gauss).

### Structure du champ électrostatique: potentiel scalaire
La première de ces équations implique que le champ électrostatique dérive d'un potentiel scalaire {\displaystyle V=V({\vec {r}})} :
{\displaystyle {\vec {E}}=-{\vec {\operatorname {grad} }}V} ;
elle donne donc une condition sur la structure du champ {\displaystyle {\vec {E}}}. Le potentiel scalaire est défini à une constante additive près, ce qui implique de choisir une origine pour le potentiel, c'est-à-dire de fixer sa valeur en un point donné (au besoin l'infini). Par suite, il n'est pas en soi une grandeur physique, mais plutôt un intermédiaire de calcul.

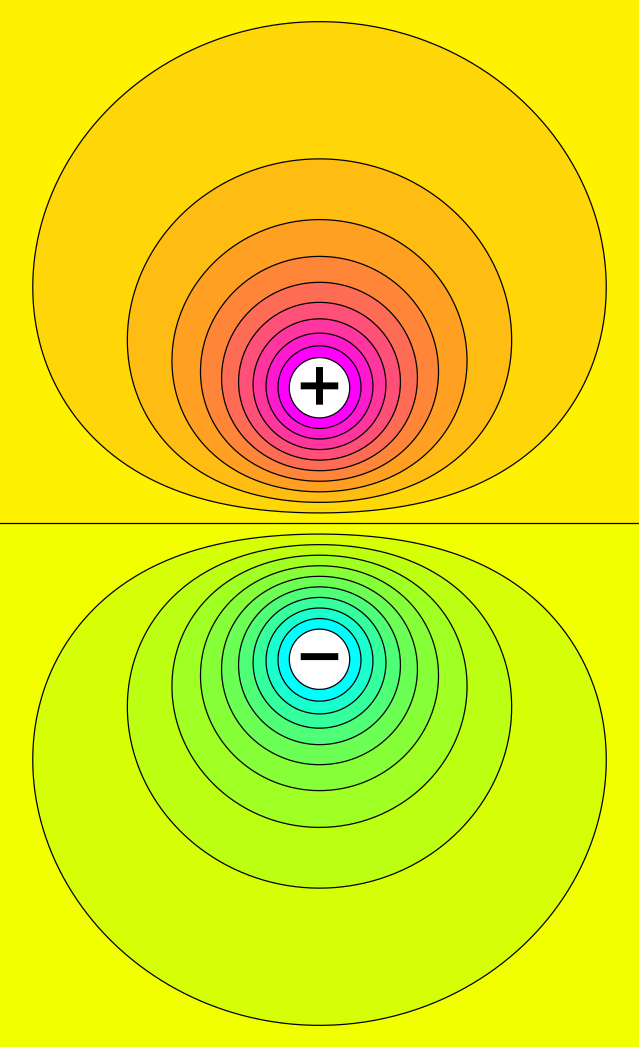
Illustration des équipotentielles dans le plan contenant deux charges de signes opposés.

En revanche, la différence entre les valeurs du potentiel électrostatique entre deux points distincts a une valeur bien définie quelle que soit l'origine choisie pour le potentiel, qui peut être mesurée dans certaines conditions (différence de potentiel, qui se confond avec la tension électrique entre deux points pour le seul régime stationnaire).

### Représentations du champ électrostatique: surfaces équipotentielles et lignes de champ

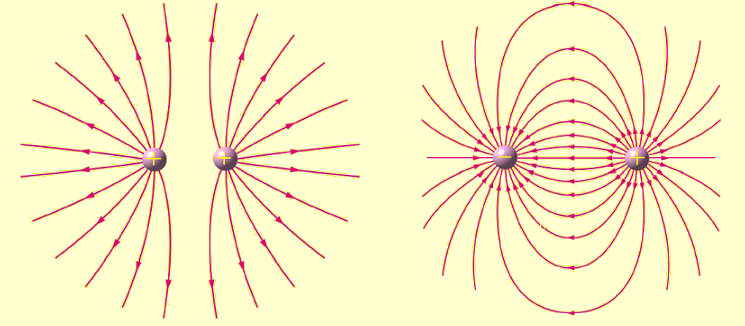
Lignes de champ électrique autour de deux particules de même charge (gauche) et de charges opposées (droite).

Pour un potentiel scalaire donné {\displaystyle V({\vec {r}})}, d'origine fixé, les surfaces d'équations {\displaystyle V({\vec {r}})={\text{cte}}}, ou de façon équivalente telles que {\displaystyle \mathrm {d} V=0}, sont appelées surfaces équipotentielles (cf. figure ci-contre à gauche).
Les courbes telles qu'en tout point la direction du champ électrostatique y soit tangente sont appelées les lignes de champ du champ électrostatique (cf. figure ci-contre à droite). Elles sont définies par la condition qu'un élément {\displaystyle {\vec {\mathrm {d} \ell }}} d'une ligne de champ donné soit tel que {\displaystyle {\vec {\mathrm {d} \ell }}\wedge {\vec {E}}={\vec {0}}}.
Les surfaces équipotentielles et les lignes de champ permettent de visualiser l'allure du champ électrostatique généré par une distribution de charge donnée (cf. figures ci-contre). Il existe bien sûr une relation entre ces deux familles de courbes et de surfaces.
En effet, la relation {\displaystyle {\vec {E}}=-{\vec {\operatorname {grad} }}V} implique que {\displaystyle \mathrm {d} V=-{\vec {E}}\cdot {\vec {\mathrm {d} r}}} pour tout « déplacement » infinitésimal {\displaystyle {\vec {\mathrm {d} r}}}. Les surfaces équipotentielles étant définies par la condition {\displaystyle \mathrm {d} V=0}, ceci implique que les lignes de champs sont normales aux surfaces équipotentielles.

### Équations de Poisson et de Laplace
L'expression précédente de {\displaystyle {\vec {E}}} en fonction du potentiel scalaire V donne par substitution dans la seconde équation l'équation de Poisson, qui permet en théorie de calculer le potentiel scalaire pour toute distribution volumique de charges :
{\displaystyle \mathrm {\Delta } V+{\frac {\rho }{\varepsilon _{0}}}=0}.
Dans le vide de charge ({\displaystyle \rho =0}) cette équation devient celle de Laplace :
{\displaystyle \mathrm {\Delta } V=0}.
De façon générale en théorie des équations aux dérivées partielles les solutions de l'équation de Laplace sont appelées fonctions harmoniques.
L'équation de Poisson (et donc celle de Laplace) est insensible à l'ajout d'une fonction {\displaystyle \phi =\phi ({\vec {r}})} qui satisfait l'équation de Laplace, c'est-à-dire par l'ajout d'une fonction harmonique quelconque. Ceci pose bien sûr une difficulté sur le plan physique, le potentiel devant être défini de façon unique pour une distribution de charges donnée, à une constante additive près. Il est possible de démontrer que les équations de Poisson ou de Laplace ont une solution unique si les conditions aux limites sont fixées sur une surface donnée contenant la distribution de charges.
Cette propriété est particulièrement utile pour générer un potentiel (et donc un champ électrostatique) de nature donnée. Un potentiel électrostatique particulier, et donc le champ électrostatique correspondant, est déterminé par la forme de ses surfaces équipotentielles (une fois l'origine fixée). Il suffit de fixer la (ou les) valeur(s) du potentiel par des électrodes ayant la forme des surfaces équipotentielles délimitant un volume donné. L'unicité de la solution de l'équation de Poisson ou de Laplace implique que le potentiel généré par ces électrodes sera exactement le potentiel désiré.
Par exemple, pour fabriquer un piège de Penning il est nécessaire de générer un champ électrostatique quadripolaire. Le potentiel correspondant est tel que ses surfaces de révolution sont des hyperboloïdes de révolution à une nappe (valeur positive du potentiel) ou à deux nappes (valeur négative du potentiel). Il suffit alors d'utiliser des électrodes ayant respectivement la forme d'un hyperboloïde de révolution à deux nappes, pour l'électrode négative, et à une nappe, pour l'électrode positive, pour générer un champ électrostatique quadripolaire.

Illustration des vecteurs de champ électrique (en bleu) entre une charge positive (en rouge) et une charge négative (en vert).

### Effets
Le champ électrique peut ainsi mettre en mouvement des particules chargées. À la différence du champ magnétique, il est capable de les accélérer. Bien que négligeable à une grande échelle devant l'interaction gravitationnelle car la matière est globalement neutre électriquement, le champ électrique a un effet prépondérant à des échelles microscopiques, et est utilisé pour l'étude de la matière dans les accélérateurs de particules.
Un champ électrique peut être créé relativement facilement entre deux plaques de condensateur, c’est-à-dire deux plaques dont la tension entre les deux est non nulle. Voir plus bas pour un calcul détaillé.

### Analogie avec le champ gravitationnel
Il existe une analogie forte entre le champ électrique et le champ gravitationnel : l'expression du champ et du potentiel ne diffèrent que d'une constante, et les principaux théorèmes de calcul (comme celui de superposition ou de Gauss) s'appliquent. La principale différence tient au fait que le champ électrique peut être attractif (entre deux charges de signe opposé) ou répulsif (entre deux charges de même signe) alors que le champ gravitationnel est purement attractif.

## Généralisation - Caractère relatif du champ électrique

### Cas des particules en mouvement
Lorsque les particules chargées qui créent le champ sont en mouvement dans le référentiel d'étude, il convient d'ajouter au champ électrostatique un champ électrique induit Ei dû au mouvement de ces charges. Ce champ électrique induit est directement relié au champ magnétique B créé par ces charges en mouvement par l'intermédiaire du potentiel vecteur A :
{\displaystyle {\vec {E}}_{i}=-{\frac {\partial {\vec {A}}}{\partial t}}} où {\displaystyle {\vec {B}}={\vec {\operatorname {rot} }}{\vec {A}}}.
Le champ électrique total est alors 
{\displaystyle {\vec {E}}=-{\overrightarrow {\operatorname {grad} }}~V-{\frac {\partial {\vec {A}}}{\partial t}}}.
C'est ce champ qu'il faut prendre en compte dans le cas général pour exprimer la force de Lorentz.

### Relativité du champ électrique = Tenseur de champ électromagnétique
La formulation covariante (relativiste) de l'électromagnétisme, qui est en toute rigueur la seule correcte, introduit une grandeur regroupant les champs électrique et magnétique: le tenseur de champ électromagnétique {\displaystyle F^{\mu \nu }}. Celui-ci est défini à partir du (quadri)potentiel de champ {\displaystyle A^{\nu }=\left(U/c,{\vec {A}}\right)}, qui regroupe potentiels scalaire U et vecteur {\displaystyle {\vec {A}}}, par:
{\displaystyle F^{\mu \nu }=\partial ^{\mu }A^{\nu }-\partial ^{\nu }A^{\mu }}.
Il est évident qu'il s'agit d'un tenseur antisymétrique: {\displaystyle F^{\mu \nu }=-F^{\nu \mu }}.
Il est facile de vérifier en utilisant les expressions tridimensionnelles des champs électrique {\displaystyle {\vec {E}}} et magnétique {\displaystyle {\vec {B}}} issue des équations dites de structure de Maxwell  que ce tenseur s'écrit:
{\displaystyle F^{\mu \nu }=\left({\begin{array}{rrrr}0&-{\frac {1}{c}}E_{x}&-{\frac {1}{c}}E_{y}&-{\frac {1}{c}}E_{z}\\{\frac {1}{c}}E_{x}&0&-B_{z}&B_{y}\\{\frac {1}{c}}E_{y}&B_{z}&0&-B_{x}\\{\frac {1}{c}}E_{z}&-B_{y}&B_{x}&0\end{array}}\right)}.
Autrement dit, au facteur multiplicatif en 1/c près, les composantes du champ électrique correspondent aux composantes temporelles de {\displaystyle F^{\mu \nu }}, et celles du champ magnétique aux composantes spatiales.
Toutefois, il s'agit purement d'une convention d'appellation, plus qu'une différence conceptuelle fondamentale sur le plan physique: la seule quantité qui a du sens est bien le tenseur de champ électromagnétique, et il est possible de dire finalement qu'en réalité le champ électrique "n'existe pas".
Plus précisément cela implique que le champ électrique (tout comme le champ magnétique) à un caractère relatif: il dépend en fait du référentiel considéré. Dans un changement de référentiel galiléen, les composantes du tenseur {\displaystyle F^{\mu \nu }} se transforment selon la transformation de Lorentz, et il est possible de trouver dans certains cas un référentiel dans lequel le champ électrique s'annule. D'ailleurs si dans un référentiel donné les champs électrique et magnétique sont orthogonaux, il sera toujours possible de trouver un tel référentiel.

## Approfondissements

### Particules créant un champ
Dans la vie courante, ces sources du champ électrique sont la plupart du temps des électrons, chargés négativement, ou des protons, chargés positivement.

### Moment dipolaire

Lignes de champ électrique d'un dipôle.

#### Définition
On appelle généralement dipôle électrique un ensemble constitué de deux charges de même valeur, de signes opposées, et placées proches l'une de l'autre (du point de vue de l'observateur). Le moment dipolaire est alors le vecteur {\displaystyle {\vec {p}}=q{\vec {NP}}}, où {\displaystyle q} est la valeur de l'une des charges (positive) et {\displaystyle {\vec {NP}}} le vecteur allant de la charge négative à la charge positive.

#### Application aux noyaux atomiques
Lorsque la matière se présente sous forme d'atomes, la charge électrique des électrons compense celle des protons qui en constituent le noyau. Si on se place à une distance importante d'un atome par rapport à sa taille, on parle d'échelle macroscopique : ce dernier est donc assimilable à un corps neutre électriquement. Le champ électrique qu'il créé est donc relativement très faible. En astrophysique par exemple, le champ électrique créé par la matière ordinaire qui constitue les planètes est négligeable devant l'influence exercée par cette même matière par l'intermédiaire de la gravitation. Mais bien que les atomes et les molécules soient neutres vus de loin, les charges positives et négatives ne sont pas localisées au même endroit. Si on se place à une distance de l'ordre de la taille de l'atome ou de la molécule, c'est ce qu'on appelle l'échelle microscopique, on s'aperçoit que cette dissymétrie de disposition des charges engendre ce qu'on appelle un moment dipolaire électrique. Un tel dipôle électrique engendre lui aussi un champ électrique mais d'intensité beaucoup plus faible que celle d'une charge électrique. On appelle forces de van der Waals les forces exercées entre les atomes et molécules du fait des champs électriques créés par tous ces dipôles microscopiques.

### Champ et localité
La notion de champ électrique, bien que naturelle aujourd'hui, est en réalité assez subtile et est étroitement liée à la notion de localité en physique.
Si on considère une charge électrique source {\displaystyle q_{s}} et une charge test {\displaystyle q_{t}} placée en un point {\displaystyle P} de l'espace alors la seule quantité effectivement mesurable expérimentalement est la force électrique {\displaystyle {\vec {F}}_{s\to t}} de la première sur la seconde. Il est important de réaliser qu'a priori la force électrique est donc définie comme une action à distance d'une charge sur une autre. L'avancée conceptuelle de la notion de champ est la suivante : il est possible de remplacer cette action à distance de {\displaystyle q_{s}} par l'existence en tout point de l'espace d'une nouvelle quantité, de nature mathématiquement vectorielle, appelée champ électrique et dont la valeur {\displaystyle {\vec {E}}(P)} résume l'influence de {\displaystyle q_{s}} en chaque point de l'espace. Pour déterminer l'évolution de la charge test {\displaystyle q_{t}} il n'est donc plus besoin de se référer constamment à la charge source située au loin mais seulement de lire l'information contenue localement dans le champ électrique à l'emplacement de {\displaystyle q_{t}}. La force est alors obtenue selon l'équation
Ce principe de localité n'est absolument pas anodin. En particulier une conséquence non triviale de celui-ci est que si on considère deux configurations de sources électriques et que par ailleurs on peut montrer qu'en un certain point de l'espace les champs électriques créés par ces deux distributions sont les mêmes alors nécessairement l'effet de ces deux jeux de source en ce point sont absolument indistinguables.
Un exemple de situation où la notion de champ, ou de façon équivalente la localité de la théorie électromagnétique, prend toute son ampleur apparait lorsque se pose la question de déterminer les propriétés de transformation d'un champ électrostatique sous les transformations de Lorentz : considérons un boost de Lorentz donné par un vecteur vitesse {\displaystyle {\vec {v}}} et la décomposition du champ électrique {\displaystyle {\vec {E}}(P_{0})={\vec {E}}_{\parallel }(P_{0})+{\vec {E}}_{\perp }(P_{0})}. Ce champ est créé par une distribution arbitraire de sources. Par localité, en se limitant au point {\displaystyle P_{0}} on peut remplacer la distribution de charges par un condensateur plan contenant {\displaystyle P_{0}} et créant un champ électrique uniforme égal à {\displaystyle {\vec {E}}(P_{0})} en tout point {\displaystyle P} intérieur à son enceinte(on note {\displaystyle \sigma } la densité surfacique de charge associée).
Supposons d'abord que {\displaystyle {\vec {v}}} se trouve dans le plan de cette distribution surfacique fictive (ce qui est le cas si le champ électrique est transverse au mouvement) on en déduit que dans le nouveau référentiel,
par contraction des longueurs, avec {\displaystyle \beta =\left(1-{v^{2} \over c^{2}}\right)^{-1/2}}, et donc
Si par contre le champ est longitudinal, alors la distribution surfacique des charges fictives est transverse et donc inaffectée par le changement de référentiel et alors
Dans le cas le plus général d'une direction quelconque on a alors par principe de superposition
{\displaystyle {\begin{matrix}{\vec {E}}_{\parallel }'(P_{0})={\vec {E}}_{\parallel }(P_{0})\\{\vec {E}}_{\perp }'(P_{0})=\beta {\vec {E}}_{\perp }(P_{0})\end{matrix}}}.
On a donc déduit très simplement le champ électrique dans le nouveau référentiel sans jamais se poser la question de la distribution des sources réelles dans le nouveau référentiel (si la distribution d'origine était compliquée alors reproduire ce résultat de façon directe serait très difficile en général). Insistons enfin encore une fois sur l'absence de champ magnétique dans le référentiel original pour dériver ce résultat.

### Exemples simples de calcul du champ électrique
Les quelques exemples qui suivent sont des applications simples du théorème de Gauss.

#### Champ créé par une charge ponctuelle
Soit une charge ponctuelle q située en un point O. Soit M un point de l'espace. La force induite par le champ électrique provoqué par q en M vaut :
{\displaystyle {\vec {E}}=\left({\frac {q}{4\pi \varepsilon _{0}\mathrm {OM} ^{2}}}\right){\frac {\overrightarrow {\mathrm {OM} }}{\mathrm {OM} }}} avec : {\displaystyle \varepsilon _{0}} la permittivité du vide qui vaut 8,85 × 10−12 C2 N−1 m−2.
- Le module du champ électrique décroît proportionnellement au carré de la distance d. Sa direction passe par le point O (champ radial). L'expression de son module à une distance d est :{\displaystyle E={\frac {q}{4\pi \varepsilon _{0}d^{2}}}}.
- L'atténuation de l'effet d'une charge ponctuelle dépend du carré de la distance. L'effet de la charge {\displaystyle {\frac {q}{\varepsilon _{0}}}} devant se répartir sur la surface d'une sphère {\displaystyle 4\pi d^{2}} qui est d'autant plus étendue que l'on s'éloigne de la charge.
- Si l'on considère la charge créée par une sphère uniformément chargée en un point qui ne lui est pas intérieur (c'est-à-dire que la distance du point au centre O de la sphère est supérieur au rayon de la sphère), le champ créé par cette sphère est alors identique au champ créé par une charge ponctuelle placée en O et de valeur la charge totale de la sphère.

#### Champ créé par un fil infiniment long et uniformément chargé
- On définit la charge linéique par :{\displaystyle \lambda ={\frac {Q}{L}}} en C.m−1Q étant la charge d'une portion (élément de longueur) du fil et L est la longueur de cette portion
- Le module champ électrique décroît proportionnellement avec la distance d. Sa direction est perpendiculaire au fil et passe par le fil (champ radial). L'expression de son module à une distance d est :{\displaystyle E={\frac {\lambda }{2\pi \varepsilon d}}}.
- L'atténuation de l'effet d'un fil infiniment long dépend de la distance. L'effet de la charge {\displaystyle {\frac {\lambda }{\varepsilon }}} devant se répartir sur le périmètre d'un cercle {\displaystyle 2\pi d} qui est d'autant plus étendu que l'on s'éloigne de la charge.

#### Champ créé par une plaque plane infinie, uniformément chargée
- On définit la charge surfacique par :{\displaystyle \sigma ={\frac {Q}{A}}} en C.m-2Q étant la charge d'une région (élément de surface) de la plaque et A est la superficie de cette région.
- Le champ électrique créé est uniforme : sa direction est une perpendiculaire au plan et l'expression de son module est la même en tout point de l'espace et elle est indépendante de la position{\displaystyle E={\frac {\sigma }{2\varepsilon }}}.

#### Champ créé par un condensateur plan dont l'aire des plaques est infinie
- L'association de deux plaques planes identiques, parallèles et séparées par une distance d constitue un condensateur plan de capacité :{\displaystyle C={\frac {S\varepsilon }{d}}} en farads (F).
- Le champ électrique à l'intérieur vérifie :{\displaystyle {\vec {E}}={\frac {\sigma }{\varepsilon }}{\vec {u}}}avec {\displaystyle \sigma } la charge surfacique portée par les armatures et {\displaystyle {\vec {u}}} un vecteur unitaire perpendiculaire aux plaques dans le sens des potentiels décroissants.

Pour un condensateur réel, ces relations restent valables si la distance entre les plaques est petite au regard de leur aire.